# Emancipación de la mujer

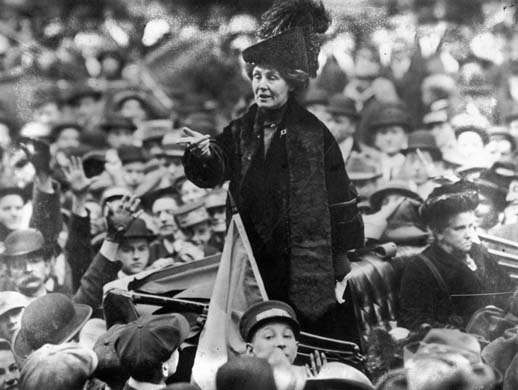
Emmeline Pankhurst, una prominente activista política inglesa líder del movimiento sufragista británico.

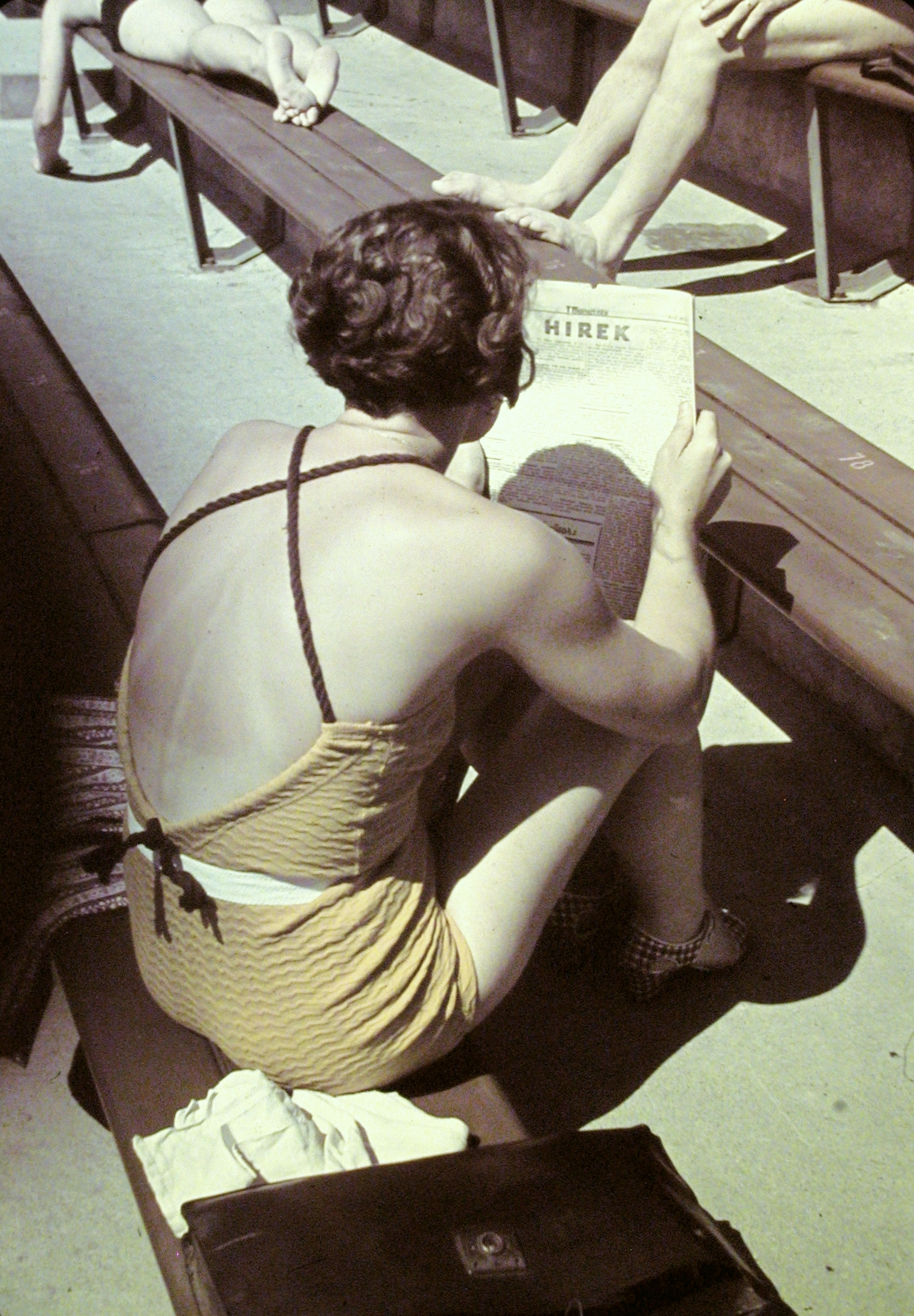
La lucha de la mujer por su libertad y su vestimenta. Antes de la Segunda Guerra Mundial, las mujeres no podían usar ropa que no fuera modesta. En la década de los años treinta, las mujeres comenzaron a usar ropa moderna y se les otorgó más libertad.

La emancipación de la mujer, emancipación femenina, liberación femenina o liberación de la mujer es un concepto propio de la historiografía, la sociología, la antropología y otras ciencias sociales que hace referencia al proceso histórico por el cual las mujeres han reivindicado y conseguido, en numerosos casos, la igualdad legal, política, profesional, social, familiar y personal que tradicionalmente se les había negado. Es decir, la emancipación femenina es la historia de cómo las mujeres se liberaron de una gran parte de la opresión que el patriarcado ejercía sobre ellas solo por ser mujeres.
Los estudios específicamente centrados en la mujer y sus derechos han recibido el nombre de: «estudios de género» (del inglés, gender studies) con la adición de un nuevo uso, no reconocido por la Academia, a la palabra castellana "género".

## Historia de la emancipación femenina
Con estas denominaciones conocemos un proceso histórico o movimiento social de la Edad Contemporánea. Desde finales del siglo XVIII, durante la revolución francesa, se empezaron a reivindicar los derechos de la mujer o la igualdad de derechos entre los sexos. También denominada emancipación o más tarde, liberación de la mujer. A lo largo de la historia, en todas las civilizaciones. El mito del matriarcado no reflejaría una realidad histórica de predominio de las mujeres, sino una realidad antropológica muy diferente. 
La lucha por los derechos políticos de la mujer se inició infructuosamente durante la revolución francesa de 1789; los protagonistas de esta revolución, denunciaron que la libertad, igualdad y fraternidad solo se referían a los hombres y no a las mujeres. Una de las voces de protesta más enérgicas fue la de Olympe de Gouges, autora de la Declaración de los Derechos de la Mujer y de la Ciudadana, en 1791, dos años después de la Declaración de los Derechos del Hombre y del Ciudadano. El documento escrito por Gouges reclamaba para las mujeres los mismos derechos políticos que disfrutaban los hombres, el sufragio entre ellos. Si ellas podían subir al cadalso, también debían poder ocupar cargos públicos. Tristemente, este documento no tuvo éxito. De Gouges, en medio de esta sangrienta revolución, fue decapitada en una guillotina. Pocos años después, Napoleón, en su código legislativo, sometería a la mujer a una aún más estricta autoridad masculina.
Procesos de emancipación femenina

Según Mary Nash sobre la base de sus estudios "Identidades de género, mecanismos de subalternidad y procesos de emancipación femenina" . A través de la historia las mujeres han desarrollado las dinámicas sociales que han cuestionado las limitaciones de las normas de género establecidas. Algunos procesos de emancipación femenina han sido propuestos en términos de cuestionar el discurso de género y las representaciones culturales hegemónicas, todo esto para elaborar otro sistema de representaciones que les concedía mayores espacios de libertad. Los procesos de resistencia de las mujeres europeas y su conquista de espacios de libertad han implicado la renegociación del acuerdo de género implícito en los discursos y las representaciones culturales de género. También han implicado una resignificación de la identidad asignada a la mujer, construida a partir de una definición de la feminidad en términos exclusivos de reproducción, maternidad obligada y dedicación a los cuidados de los demás. Los procesos de emancipación femenina tienen una larga trayectoria de defensa desde el principio de la igualdad entre hombres y mujeres.
El supuesto político de la igualdad entre hombres y mujeres ha sido la base más importante en la demanda de los derechos de las mujeres a lo largo de los siglos XIX y XX.
En el mundo contemporáneo

A partir de los estudios de Mary Nash en su artículo "Las mujeres en el mundo contemporáneo" en el siglo XIX y en las primeras décadas del siglo XX, la situación de la mujer quedó limitada por una serie de restricciones e impedimentos que reducían sus horizontes culturales, políticos, laborales, sociales y personales. Su condición social se caracterizó por la desigualdad política y educacional, la subordinación basada en la discriminación legal, la segregación ocupacional y la abierta discriminación en el ámbito laboral (que aún continúa).La trayectoria de las mujeres quedó condicionada por un sistema de género que tenía como objetivo el fortalecimiento del predominio masculino, la división sexual del trabajo y la restricción de las actividades femeninas en el ámbito doméstico. Los mecanismos de control social formal mediante las leyes y los de signo informal mediante códigos culturales formulaban pautas sociales que marcaban una situación subalterna femenina y de poder masculino.

## Sufragio femenino
El sufragismo de finales del siglo XIX consiguió el sufragio femenino) y dio paso al feminismo del siglo XX. El objetivo de este último incluyó la igualdad de género en todos los ámbitos. El año 1975 fue declarado Año Internacional de la Mujer por la ONU. Para esa fecha la mayor parte de los países promovieron la equiparación legal. En España esto fue en la Constitución de 1978). 

Desde finales del siglo XX el objetivo del feminismo es la realización material de la igualdad de género a través de políticas activas, como la discriminación positiva.

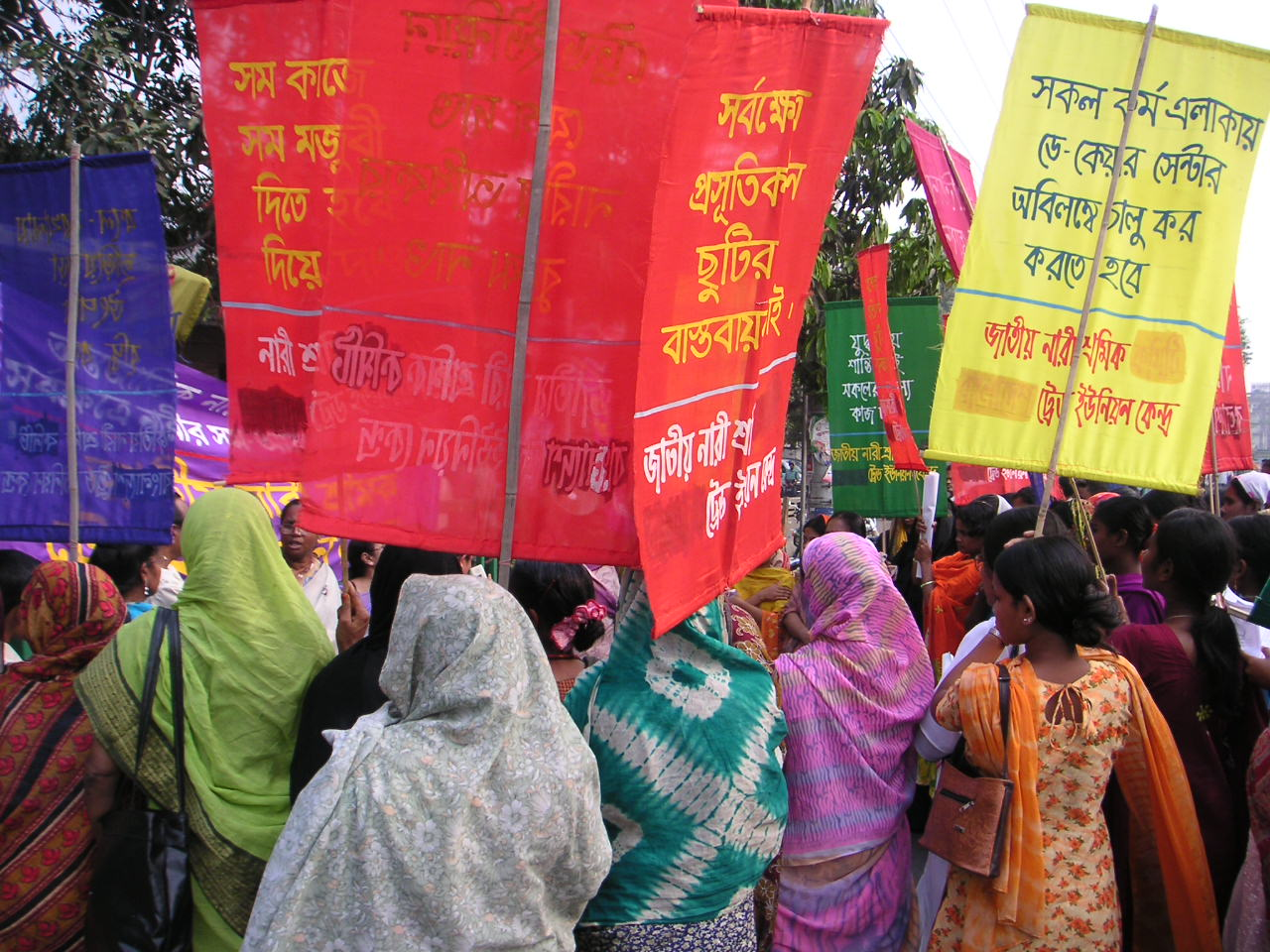
Celebración del 8 de marzo, organizado por el Sindicato de unidad nacional de mujeres trabajadoras ("Jatiyo Nari Shramik Trade Union Kendra") en Dhaka, Bangladés.

## Incorporación de la mujer al trabajo, esperanza de vida y natalidad

### Correlación entre baja natalidad y aumento de la esperanza de vida
La incorporación de la mujer al trabajo asalariado, tradicionalmente masculino, ocurre por primera vez durante la Primera Guerra Mundial y se acentúa durante la Segunda Guerra Mundial ante la ausencia de los trabajadores masculinos que estaban en el frente, como soldados. Este hecho fue un paso decisivo para la consecución de una autonomía real de la mujer que disponía de rentas propias. Esta realidad, junto con fenómenos paralelos de mayor educación, demanda de igualdad, control de la procreación, difusión de los métodos anticonceptivos, en el marco demográfico de las teorías conocidas como transición demográfica, segunda transición demográfica y revolución reproductiva, correlacionan de manera inversa el gran aumento de la esperanza de vida durante el siglo XX con una caída de la natalidad. A mayor eficiencia reproductiva menor tasa de natalidad.
Se produce por tanto  una fuerte correlación entre la incorporación al trabajo asalariado de la mujer y una caída de la natalidad. Del mismo modo que se produce una correlación entre la incorporación al trabajo asalariado de la mujer y el aumento en las ventas de electrodomésticos que permiten a la mujer una menor dedicación a las tareas domésticas tradicionales.

### Cambios en el mercado laboral

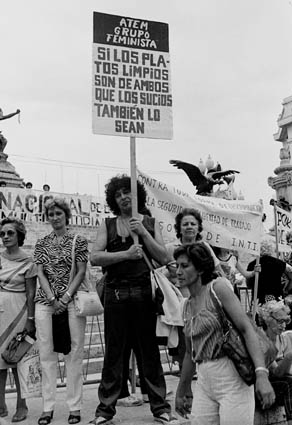

Los cambios técnico-científicos tan acelerados que ha generado la economía y la producción de bienes y servicios en el último cuarto de siglo, así como la internacionalización financiera, productiva y de mercados a nivel mundial, han alterado totalmente las ofertas laborales locales, las relaciones de producción y el concepto mismo de trabajo.
El concepto de estructura empresarial ha evolucionado considerablemente, en el sentido de que se precisan organizaciones reducibles muy cualificadas y polivalentes para atender la producción de bienes y servicios que genera la empresa, y los nuevos modelos deben tender a reducir al máximo las propias estructuras para reducir el capital de gastos fijos. El objetivo radica en no comprometer el futuro de la empresa a costa de soportar unos gastos de personal improductivos en épocas de recesión de las demandas. Por tanto, se imponen las estructuras externas, flexibles, de colaboración circunstancial, tanto de una obra directa como indirecta.
Del crecimiento del sector de servicios, del incremento del trabajo autónomo, de las profesiones liberales y de los free-lance, y de la flexibilidad de las estructuras empresariales se deduce que está adquiriendo mucha preeminencia el sector del autoempleo en las profesiones liberales o independientes, que se dan de alta como autónomos y prestan sus servicios en una o diversas empresas de forma externa.
La diversificación progresiva del mercado de trabajo y el papel cada vez más esencial de la especialización para poder cubrir determinadas necesidades son factores decisivos en el acceso de las mujeres al mundo laboral. De las transformaciones que se están produciendo se derivan las siguientes consecuencias:
La mujer ha demostrado su capacidad, aun cuando no se haya aprovechado en un porcentaje muy elevado.
- Se ha incrementado la competencia profesional femenina.
- La mujer escoge carreras con mayor potencial de desarrollo profesional.
- Existe una aceptación de la mujer como profesional no solamente en puestos de trabajo no cualificados.
- Se da una integración de la mujer en las empresas en puestos de dirección y como ejecutivas.[9]

Si bien la participación de las mujeres en el mercado laboral ha mejorado, la evidencia sugiere que estas aún enfrentan oportunidades limitadas. A menudo realizan trabajos con requisitos mínimos de habilidades, y tienen pocas oportunidades de aprender y progresar. Estas barreras generan una brecha de género en el desarrollo de habilidades, limitando el potencial de desarrollo de los países de ingresos bajos y medios. Por ello, los gobiernos y agencias de desarrollo han tratado de mejorar las habilidades de las mujeres a través de programas de formación profesional y empresarial. 
Una revisión de 35 estudios que midió el impacto de los programas de formación profesional dirigidos a mujeres mayores de 18 años, concluyó que estos tienen pequeños efectos positivos en el empleo, el empleo formal y los ingresos. Por su parte, la capacitación empresarial combinada con otros componentes del programa tuvo efectos positivos en el trabajo por cuenta propia, así como también en las ventas y beneficios. Sin embargo, estos efectos relativamente pequeños pueden ser insuficientes para justificar la ampliación de estos programas. Por ello, estos deberían incluir un enfoque de género, capacitación en habilidades para la vida o pasantías.

### Cambios en la cualificación de la mujer
Paralelamente a los cambios del entorno social que han favorecido la incorporación de las mujeres al mundo laboral, también se ha producido una importante evolución en su cualificación, motivada por los siguientes aspectos:
- El acceso masivo de las mujeres a la enseñanza superior.
- El aumento de sus conocimientos profesionales, mediante la especialización.
- La formación permanente (ocupacional, de adultos, reciclajes profesionales, etc.).
- El incremento de la experiencia, derivada del mayor porcentaje de mujeres en el mundo laboral.

La presencia de las mujeres en las universidades era minoritaria y en algunas facultades prácticamente inexistente. Pero en las últimas décadas, el acceso de la mujer a la enseñanza superior ha sido masivo. Hoy en día las mujeres constituyen más de la mitad de alumnos de las facultades y escuelas universitarias; únicamente en las escuelas técnicas superiores continúan siendo minoría, especialmente en las carreras pertenecientes al área de ingeniería y tecnología.

## Historia de los derechos de las mujeres

### Las culturas antiguas
Mientras que en muchas culturas antiguas los hombres parecen haber dominado,[cita requerida] hay algunas excepciones. Por ejemplo, las mujeres de la cultura nigeriana podían cazar, por su propia cuenta, y además podían controlar la distribución de los recursos.[cita requerida] El Antiguo Egipto tenía gobernantes femeninas, como Hatshepsut.

### La Edad Media
Durante la Edad Media, la mujer empieza a ser importante para el matrimonio, ya que pasa de ser una más a ser una persona que puede aportar dinero a casa y suministrar el dinero de la familia.[cita requerida]

### La Europa de los siglosXVIIIyXIX
A partir de finales del siglo XVIII, y durante todo el siglo XIX, los derechos, como concepto y demanda, han ganado cada vez más importancia política, social y filosófica en Europa. Los movimientos que surgieron en esta época, exigían la libertad de religión, la abolición de la esclavitud, los derechos de las mujeres, derechos de los que no poseían propiedad y el sufragio universal. En el siglo XVIII la cuestión de los derechos de la mujer se convirtió en el centro de los debates políticos en Francia y Gran Bretaña. En ese momento algunos de los más grandes pensadores de la Ilustración, que defendieron los principios democráticos de igualdad y desafió las nociones que unos pocos privilegiados deberían gobernar sobre la gran mayoría de la población, que se cree que estos principios deben aplicarse solo a su propio género y su propia carrera. El filósofo Jean Jacques Rousseau, por ejemplo, pensaba que era parte de la naturaleza de la mujer el hecho de obedecer a los hombres. Al respecto escribió: 

"Las mujeres hacen mal a quejarse de la desigualdad de las leyes hechas por el hombre, esta desigualdad no es hechura de los hombres, o en todo caso no es resultado de un simple prejuicio, sino de la razón".

En 1791, la dramaturga y política francesa activista Olympe de Gouges publicó la Declaración de los Derechos de la Mujer y de la Ciudadana Mujer, el modelo de la Declaración de los Derechos del Hombre y del Ciudadano de 1789. La Declaración es irónica en la formulación y expone el fracaso de la Revolución Francesa, que se había dedicado a la igualdad. Afirma que: "Esta revolución sólo tendrá efecto cuando todas las mujeres sean plenamente conscientes de su condición deplorable, y de los derechos que han perdido en la sociedad". La Declaración de los Derechos de la Mujer y de la Ciudadana Mujer sigue los diecisiete artículos de la Declaración de los Derechos del Hombre y del Ciudadano, punto por punto, y ha sido descrito por Camille Naish como "casi una parodia del documento original". El primer artículo de la Declaración de los Derechos del Hombre y del Ciudadano proclama que "Los hombres nacen y permanecen libres e iguales en derechos. Las distinciones sociales sólo pueden fundarse en la utilidad común "El primer artículo de la Declaración de los Derechos de la Mujer y de la Ciudadana Mujer respondió:" La mujer nace libre y permanece igual al hombre en derechos. Las distinciones sociales solo pueden basarse en la utilidad común”.
De Gouges amplía el artículo sexto de la Declaración de los Derechos del Hombre y del Ciudadano, que se declararon los derechos de los ciudadanos a participar en la formación del derecho, a: "Todos los ciudadanos, incluidos las mujeres son igualmente admisibles a todas las dignidades públicas, oficinas y empleos, conforme a su capacidad, y sin otra distinción que la de sus virtudes y talentos". De Gouges también llama la atención sobre el hecho de que en la ley francesa las mujeres eran totalmente punibles, sin embargo, niega la igualdad de derechos.
Mary Wollstonecraft, escritora y filósofa británica, publicó "Vindicación de los Derechos de la Mujer" en 1792, argumentando que era la educación y la crianza de las mujeres las que creaban expectativas limitadas para ellas. Wollstonecraft atacó la opresión de género, presionando para la igualdad de oportunidades educativa, y exigió "justicia" y "derechos humanos" para todos. Wollstonecraft, junto con sus contemporáneas británicas Damaris Cudworth y Catalina Macaulay comenzó a utilizar el lenguaje de los derechos en relación con las mujeres, con el argumento de que las mujeres debían tener más oportunidades, porque como los hombres, eran seres morales y racionales.
Un hito del feminismo es la Convención de Seneca Falls en Nueva York en el año 1848, donde trescientos activistas y espectadores se reunieron en la primera convención por los derechos de la mujer en Estados Unidos, cuya declaración final fue firmada por unas cien mujeres. Durante ese tiempo, los sansimonianos defendían la emancipación de la mujer. En este grupo se encontraban las mujeres como Angélique Arnaud, Caroline Simon y Claire Démar.
En su ensayo de 1869 El sometimiento de las mujeres el filósofo Inglés y teórico político John Stuart Mill describió la situación de las mujeres en Gran Bretaña de la siguiente manera:

Se nos dice constantemente que la civilización y el cristianismo han devuelto a la mujer sus justos derechos. Mientras tanto, la esposa es una verdadera esclava de su marido, y no en menor medida, en lo que a las obligaciones legales, que los esclavos a los que se suele dar comúnmente nombre de tales.

En tanto miembro del Parlamento, Mill argumentó que las mujeres merecen el derecho a votar, pero su propuesta de sustituir la palabra "hombre" por "persona" en la segunda Ley de Reforma de 1867 fue recibida con risas en la Cámara de los Comunes y derrotada por 76 a 196 votos. Sus argumentos ganaron poco apoyo entre sus contemporáneos, pero su intento de modificar el proyecto de reforma generó una mayor atención a la cuestión del sufragio femenino en Gran Bretaña. Inicialmente, solo una de las campañas de derechos de varias mujeres, el sufragio se convirtió en la causa principal de los británicos movimiento de mujeres a principios del siglo 20. En aquel momento de la capacidad de votar se limitaba a acaudalados propietarios dentro de las jurisdicciones británicas. Esta disposición excluía implícitamente las mujeres como el derecho de propiedad y la ley de matrimonio a los hombres dieron los derechos de propiedad en el matrimonio o la herencia hasta el siglo 19. Aunque sufragio ampliado durante el siglo, las mujeres tenían prohibido expresamente votar tanto a nivel nacional como a nivel local en la década de 1830 por una Ley de Reforma y de la Ley de Corporaciones Municipales. Millicent Fawcett y Emmeline Pankhurst dirigieron la campaña pública en el sufragio de las mujeres, y en 1918 un proyecto de ley se aprobó permitiendo votar a las mujeres mayores de 30 años.

### La Rusia revolucionaria.
Desde los inicios de la lucha de los revolucionarios bolcheviques, las mujeres obreras, campesinas y amas de casa fueron un grupo importante que frecuentemente se unía a las protestas y huelgas en contra del régimen zarista , siendo la más importante la marcha del Día internacional de la Mujer del 8 de marzo de 1917 en la ciudad de Petrogrado. Sus terribles condiciones laborales, así como la total ausencia de derechos como trabajadoras, madres, esposas o ciudadanas permitió la creación de grupos de mujeres que luchaban por dichos derechos desde 1905. 
Tras el triunfo de la Revolución de Octubre se implementaron distintas medidas en torno a la emancipación e integración de la mujer en la vida productiva. El Código de la Familia de 1918 establece la igualdad legal entre el hombre y la mujer. El Código de Trabajo de diciembre de 1918 otorgó a las obreras una licencia por maternidad antes y después del parto sin dejar de percibir íntegramente su salario. Además de ello, se legaliza la interrupción voluntaria del embarazo Se elimina la brecha salarial por motivos de género y pasa a regirse por el principio de "Igual salario por igual trabajo" Así mismo, se libera a la mujer de la "esclavitud doméstica" socializando el trabajo doméstico no remunerado por medio de lavanderías, comedores y guarderías comunitarias. La mujer se incorpora igualmente a la vida laboral, social y política, alentándosele a ocupar puestos dentro de las instituciones del estado. Este punto destacó una vez terminada la guerra civil, cuando dentro de los Soviets las mujeres tenían la opción de recibir la capacitación adecuada para trabajar en los órganos centrales de gobierno, siendo que en las elecciones del año 1939, 457 000 mujeres fueron elegidas como diputadas de los Soviets locales. Para 1940, había 650 000 mujeres trabajando dentro de los Comités Centrales de los Sindicatos de Trabajadores

### América LatinasigloXVIIIa la actualidad
En México encontramos escritos feministas "revolucionarios para la época" en los textos de Sor Juana Inés de la Cruz, quien debancó los poderes coloniales; de la cual, siguiendo su sutil manejo dereclamo feminista mediante las artes, encontramos las errantes imágenes con mensajes codificados de Frida Kahlo.
En el Caribe Latino encontramos a Luisa Capetillo, quien promovió el ideal anarquista y el feminismo a través de sus escritos. El amor libre es un tema recurrente en sus textos, al igual que la igualdad de derechos para la mujer, mejoras salariales para los obreros y la lucha de clases en favor del socialismo libertario. Murió de tuberculosis en Río Piedras, Puerto Rico el 10 de abril de 1922.
Mientras que en el Cono Sur, los movimientos feministas encontraron mayores batifondos en países como Chile y Argentina, lugares donde las mujeres juntaban fuerzas no solo de liberación femenina sino también de libre expresión en la escritura y la moda, en su presencia al vestirse y comportamiento emancipado en la sociedad; tal es el caso de las escritoras Gabriela Mistral y Victoria Ocampo. El 8 de mayo de 1953, en consecuencia de las acitvidades públicas del movimiento de liberación femenino, la escritora Victoria Ocampo y su amiga la activista Péle Pastorino, fueron arrestadas y allanadas durante una estadía en Mar del Plata por cinco oficiales de policía y un comisario, y posteriormente remitidas a la ciudad de Buenos Aires. Fueron interrogadas largamente en el Departamento de Policía y permanecieron dos días sin ingerir alimentos hasta que fueron trasladadas como presas políticas a la cárcel femenina de El Buen Pastor en San Telmo, procesadas por delitos comunes. Dos días después de su arresto, en las calles de Buenos Aires eran arrestadas sus amigas y activistas Norah Borges y Susana Larguía, compañera fundadora de la UAM, quienes también fueron encarceladas. Tras estos incidentes su amiga y colaboradora la escritora chilena Gabriela Mistral contactó con entidades internationales quienes les facilitaron la liberación. 
En cuanto al siglo XXI que hoy vivimos en medio de la expansión de la sociedad de la comunicación y el postmodernismo, el papel de la mujer en sociedad es discutido desde la academia más que antes, para el antropólogo ecuatoriano Daniel Xavier Calva Nagua (2018) “la mujer aún no ha logrado su liberación total, puesto que no se palpa igualdad de género en la sociedad y en general se considera como Tabú a las cosas cotidianas. Basta con abrir Facebook o ver esos programas de farándula chatarra por TV en donde varias noticias se centran en el morbo de saber cuál es la pareja de tal o cual modelo femenino, peor cuando existe algún escándalo sexual”. Por tanto el cambio tiene que venir desde las políticas públicas para una mejor educación ciudadana, ya que el cambio tiene que ver con la manera de comportarse de la sociedad, si bien los medios de comunicación están para informarnos y entretenernos, nosotros como seres individuales tenemos que diferenciar lo ético y lo privado.

## Los derechos humanos de las mujeres

### Convención sobre la Eliminación de todas las Formas de Discriminación contra la Mujer
La Declaración Universal de los Derechos Humanos, aprobada en 1948, consagra "la igualdad de derechos de hombres y mujeres", y se dirigió tanto a la equidad y la igualdad. En 1979, la Asamblea General de las Naciones Unidas aprobó la Convención sobre,
La Convención define la discriminación contra la mujer en los siguientes términos:

### Consejo de Seguridad de las Naciones Unidas: la Resolución 1325
El 31 de octubre de 2000, el Consejo de Seguridad de Naciones Unidas aprobó por unanimidad la Resolución de las Naciones Unidas del Consejo de Seguridad 1325, el primer documento formal y legal del Consejo de Seguridad de las Naciones Unidas, que exige que todos los Estados respeten plenamente el derecho internacional humanitario y la normativa internacional de derechos humanos APLICABLE a los derechos y protección de las mujeres y las niñas durante y después de los conflictos armados.

### Hillary Rodham Clinton habla de los derechos de las mujeres
Durante los ocho años que la señora Clinton fue primera dama de los Estados Unidos (1993-2001), viajó a 79 países de todo el mundo. En marzo de 1995 viajó por cinco países de Asia del Sur, en instancias del Estado de los Estados Unidos. Trató de mejorar las relaciones con la India y Pakistán. Clinton estaba preocupada por la difícil situación de las mujeres que encontró, pero encontró una cálida respuesta de la gente de los países que visitó y ganó mejor relación con el cuerpo periodístico estadounidense. El viaje fue una experiencia transformadora para ella y presagió su eventual carrera en la diplomacia. En 1995, un discurso en septiembre antes de la Cuarta Conferencia Mundial sobre la Mujer en Beijing, Clinton argumentó con mucha fuerza contra las prácticas que las mujeres maltratadas en todo el mundo y en la República Popular de China en sí, que declara "que ya no es aceptable hablar de derechos de las mujeres como algo separado de los derechos humanos". Los delegados de más de 180 países escucharon decir: "Si hay un mensaje que resuena adelante de esta conferencia, que sea que los derechos humanos son derechos de la mujer y los derechos de la mujer son derechos humanos, de una vez por todas”. De este modo, se resistió tanto la administración interna y la presión china para suavizar su discurso. Fue una de las figuras internacionales más importantes durante el 1990 para hablar contra el tratamiento de las mujeres por el fundamentalista islámico Talibán. Ella ayudó a crear Vital Voices, una iniciativa internacional patrocinado por los Estados Unidos para promover la participación de la mujer en los procesos políticos de sus países. Las propias visitas de Clinton alentaron a las mujeres a hacer oír su voz en el proceso de paz en Irlanda del Norte.

### Protocolo de Maputo
El Protocolo a la Carta Africana de Derechos Humanos y de los Pueblos relativos a los derechos de la mujer en África, más conocido como el Protocolo de Maputo, fue adoptado por la Unión Africana el 11 de julio de 2003 en su segunda cumbre en Maputo, Mozambique. El 25 de noviembre de 2005, después de haber sido ratificado por los 15 países miembros requeridos de la Unión Africana, el Protocolo entró en vigor. El protocolo garantiza amplios derechos a las mujeres, incluyendo el derecho a participar en el proceso político, social y política la igualdad con los hombres, y al control de su salud reproductiva, y el fin de la mutilación genital femenina.